# Arthur-Marie Le Hir
Arthur-Marie Le Hir, francoski biblicist in orientalist, * 5. december 1811, Morlaix, Francija, † 13. januar 1868, Pariz, Francija.